# Marco Giustiniani (bispo de Torcello)
Marco Giustiniani (1655–1735) foi um prelado católico romano que serviu como bispo de Torcello (1692–1735).

## Biografia
Marco Giustiniani nasceu em Veneza, Itália, a 12 de fevereiro de 1655. Foi ordenado diácono a 20 de janeiro de 1692 e sacerdote no dia 27 de janeiro de 1692. A 24 de março de 1692, foi nomeado bispo de Torcello durante o papado de Inocêncio XII. No dia 30 de março de 1692, foi consagrado bispo. Serviu como bispo de Torcello até à sua morte a 2 de março de 1735. Enquanto bispo, foi o principal co-consagrador de Francesco Andrea Grassi, Bispo de Caorle (1700) e Pietro Barbarigo, Patriarca de Veneza (1706).